# Fortunata
Fortunata  es una película dramática italiana dirigida por Sergio Castellitto y estrenada en 2017.

## Sinopsis
A las afueras de Roma, tras un matrimonio frustrado, Fortunata intenta rehacer su vida. Vive entre dificultades y su única preocupación es sacar adelante a su hija. Trabaja en una humilde peluquería de su barrio, para mantenerse y para tratar de salvar su independencia.

## Ficha técnica
- Director:	Sergio Castellitto
- Guionista: 	Margaret Mazzantini
- Productores:	Nicola Giuliano, Francesca Cima, Carlotta Calori, Viola Prestieri
- Producción:	Indigo Film, HT Film
- Distribución (Italie : Universal Pictures International
- Fotografía:	Gian Filippo Corticelli
- Montaje: Chiara Vullo
- Música: Arturo Annecchino
- Escenografía: Luca Merlini

## Reparto
- Jasmine Trinca: Fortunata.[2]
- Stefano Accorsi: Stefano
- Alessandro Borghi: Paolo
- Edoardo Pesce: Franco
- Nicole Centanni: Barbara
- Hanna Schygulla: Ágata

## Distinciones

### Premios
- Festival de Cannes 2017: Premio Un certain regard: Premio de interpretación femenina para Jasmine Trinca
- Festival David di Donatello 2018: Premio David di Donatello a la mejor actriz para Jasmine Trinca

### Selección
- Festival de Cannes 2017: en la sección  Un Certain Regard[3][4]

## Reseñas
Jasmine Trinca y Stefano Accorsi han trabajado juntos en otras películas. Como en la película de 2001, dirigida por Nanni Moretti, La chambre du fils, que recibió la Palma de oro en el Festival de Cannes de 2001. En 2006 actuaron en la película Romanzo criminale, de Michele Placido, en competición por el Oso de oro en el Festival de Berlín de 2016.